# Annefleur Kalvenhaar
Annefleur Kalvenhaar (Wierden, 10 juni 1994 – Grenoble (Frankrijk), 23 augustus 2014) was een Nederlandse veldrijdster en mountainbikester. Ze werd gezien als een van de grootste talenten in Nederland.

## Loopbaan
Kalvenhaar begon als 13-jarige met wielrennen, toen ze lid werd van wielerclub AWV de Zwaluwen in Almelo. Bij deze vereniging kwam ze voor het eerst in aanraking met het veldrijden. In haar periode bij de nieuwelingen combineerde ze het veldrijden met het wegwielrennen. In 2011 stapte ze over naar de juniores, in deze categorie besliste ze ook aan mountainbike te gaan doen. Ze reed bij het jeugdteam van het Giant Dealerteam en wist tijdens haar eerste Nederlands kampioenschap mountainbike meteen de titel te veroveren. In 2012 trok ze de goede lijn door. Ze kroonde zich zowel tot Nederlands beste in het mountainbiken als in het veldrijden. Ze nam voor het eerst in haar leven deel aan een Wereldbeker. In Houffalize en La Bresse eindigde ze tweemaal in de top-10. Ook werd ze geselecteerd voor het EK mountainbike, hier werd ze 19de, en het WK mountainbike, hierin moest ze opgegeven.
Sinds 2013 kwam Kalvenhaar uit in de beloftencategorie. Ze nam deel aan de Wereldbekers van Albstadt en Nové Město na Moravě, ze werd er respectievelijk 13de en 21ste. Deze resultaten leverde haar een ticket op voor het EK, hier werd ze teleurstellend 21ste.
Op 23 augustus 2014 overleed Annefleur Kalvenhaar aan de gevolgen van een zware val een dag eerder tijdens een wereldbekerwedstrijd.

## Overwinningen

### MTB
| Seizoen | Wereldbeker | Kampioenschappen | Overige                | Totaal aantal zeges |
| ------- | ----------- | ---------------- | ---------------------- | ------------------- |
| 2013    |             |                  | Haltern, Topcompetitie | 3                   |
| 2014    |             |                  |                        | 0                   |

### Veldrijden
| Seizoen   | Wereldbeker | Superprestige | bpost Trofee | WK  | NK | EK  | Overige                             | Totaal aantal zeges |
| --------- | ----------- | ------------- | ------------ | --- | -- | --- | ----------------------------------- | ------------------- |
| 2012-2013 |             |               |              | NVT | 4e | NVT | Wierden, Almelo, Huijbergen, Vorden | 4                   |
| 2013-2014 |             |               |              | 29e | 8e | 1e  | Huijbergen, Vorden, EK              | 3                   |

### Jeugd
veldrijden
- Europees kampioenschap cyclocross 1x: 2013 (beloften)
- Nederlands kampioenschap cyclocross 1x: 2012 (juniores)

mountainbiken
- Nederlands kampioenschap mountainbiken 3x: 2011 en 2012 (juniores), 2013 (beloften)